# لیگ قهرمانی بسکتبال استونی
لیگ قهرمانی بسکتبال استونی (استونیایی: Korvpalli Meistriliiga) بالاترین سطح مسابقات بسکتبال در استونی است که در سال ۱۹۲۵ تأسیس شده.

## قهرمانی بر پایه باشگاه
| تیم               | قهرمانی | سال‌های قهرمانی |
| ----------------- | ------- | --- |
| دانشگاه تارتو     | ۲۶      | ۱۹۳۸, ۱۹۳۹, ۱۹۴۰, ۱۹۴۸, ۱۹۴۹, ۱۹۵۰, ۱۹۵۱, ۱۹۵۲, ۱۹۵۶, ۱۹۵۸, ۱۹۵۹, ۱۹۶۹, ۱۹۷۰, ۱۹۷۲, ۱۹۷۳, ۱۹۷۵, ۱۹۷۶, ۱۹۷۷, ۱۹۷۸, ۲۰۰۰, ۲۰۰۱, ۲۰۰۴, ۲۰۰۷, ۲۰۰۸, ۲۰۱۰, ۲۰۱۵ |
| کی‌کی کالو         | ۱۸      | 1927, 1930, 1931, 1943, 1944 (w)‡, ۱۹۴۵, ۱۹۴۶, ۱۹۴۷, ۱۹۶۷, ۱۹۶۸, ۱۹۷۱, ۱۹۹۲, ۱۹۹۳, ۱۹۹۵, ۱۹۹۶, ۱۹۹۸, ۲۰۰۲, ۲۰۰۳                                            |
| کالو              | ۱۲      | ۲۰۰۵, ۲۰۰۶, ۲۰۰۹, ۲۰۱۱, ۲۰۱۲, ۲۰۱۳, ۲۰۱۴, ۲۰۱۶, ۲۰۱۷, ۲۰۱۸, ۲۰۱۹, ۲۰۲۱                                                                                     |
| تال‌تک             | ۸       | ۱۹۶۱, ۱۹۶۲, ۱۹۶۳, ۱۹۶۴, ۱۹۶۵, ۱۹۶۶, ۱۹۸۴, ۱۹۸۵ |
| تالین استاندارد   | ۸       | ۱۹۸۰, ۱۹۸۲, ۱۹۸۳, ۱۹۸۶, ۱۹۸۷, ۱۹۸۸, ۱۹۸۹, ۱۹۹۰ |
| تالین روس         | ۴       | ۱۹۲۸, ۱۹۲۹, ۱۹۳۲, ۱۹۳۳ |
| تی‌تی‌یو-ای. لی کوک | ۴       | ۱۹۹۱, ۱۹۹۴, ۱۹۹۷, ۱۹۹۹ |
| Tartu NMKÜ        | ۳       | ۱۹۳۴, ۱۹۳۶, ۱۹۳۷ |
| EMÜ               | ۲       | ۱۹۵۷, ۱۹۶۰ |
| Harju KEK         | ۲       | ۱۹۷۴, ۱۹۷۹ |
| Tallinna Sport    | ۱       | ۱۹۲۵ |
| Tallinna NMKÜ     | ۱       | ۱۹۳۵ |
| Tallinna Dünamo   | ۱       | ۱۹۴۱ |
| Tartu Kalev       | ۱       | 1944 (s)‡ |
| Metallist         | ۱       | ۱۹۸۱ |

‡ Note: In the 1944 season two championship tournaments were held (s – summer tournament; w – winter tournament).